# Itzhak Katzenelson
Itzhak Katzenelson (también transcripto como Icchak-Lejb Kacenelson, Jizchak Katzenelson; Yitzhok Katznelson; 1 de julio de 1886–1 de mayo de 1944) fue un maestro, poeta y dramaturgo judío. Nacido en 1886 en Karelits cerca de Minsk, fue asesinado el 1 de mayo de 1944 en Auschwitz.
Poco después de su nacimiento la familia de  Katzenelson se mudó a Łódź, Polonia, donde se crio. Trabajó como maestro, fundando una escuela, y como dramaturgo bilingüe en Yiddish y Hebreo, armando un grupo de teatro que hizo giras por Polonia y Lituania. Luego de la Invasión de Polonia en 1939 él y su familia huyeron a  Varsovia, donde fueron atrapados y recluidos en el Gueto de Varsovia. Allí dirigió una escuela clandestina para niños judíos. Su esposa y dos de sus hijos fueron deportados al campo de exterminio en Treblinka donde fueron asesinados.
Katzenelson participó en el Levantamiento del Gueto de Varsovia que comenzó el 18 de abril de 1943. Para salvar su vida, sus amigos le entregaron pasaportes falsos de Honduras. A pesar de manejar la idea de abandonar el gueto más tarde se rendiría a la Gestapo. Fue deportado al campo de detención en Vittel, Francia, donde los nazis mantenían ciudadanos estadounidenses, ingleses y otros ciudadanos de países aliados y neutrales para posibles intercambios de prisioneros.
En Vittel, Katzenelson escribió Dos lid funem oysgehargetn yidishn folk (Yiddish: «Canción al Pueblo Judío Asesinado»). Puso los manuscritos en botellas y los enterró bajo un árbol, de donde fue recuperado luego de la guerra. Una copia fue encuadernada y se envió a Israel.
A finales de abril de 1944, Itzhak Katzenelson y su hijo Zvi fueron transportados a Auschwitz, donde fueron asesinados.
La Casa de los Luchadores del Gueto en Israel, lleva su nombre. La «Canción al Pueblo Judío Asesinado» ha sido traducida a numerosas lenguas.